# Boon Lau Choo
Boon Lau Choo es una deportista malasia que compitió en taekwondo. Ganó tres medallas en el Campeonato Asiático de Taekwondo entre los años 1988 y 1992.

## Palmarés internacional
| Campeonato Asiático | Campeonato Asiático    | Campeonato Asiático | Campeonato Asiático |
| Año                 | Lugar                  | Medalla             | Categoría           |
| ------------------- | ---------------------- | ------------------- | ------------------- |
| 1988                | Katmandú ()            | Medalla de bronce   | –70 kg              |
| 1990                | Taipéi ( Taiwán)       | Medalla de bronce   | –70 kg              |
| 1992                | Kuala Lumpur (Malasia) | Medalla de plata    | –70 kg              |